# Bardaï
Bardaï   este un oraș  în  partea de nord a Ciadului,  centru administrativ al regiunii  Tibesti.